# Calomys callidus
Calomys callidus је врста глодара из породице хрчкова (лат. Cricetidae).

## Распрострањење
Присутна је у следећим државама: Аргентина и Парагвај.

## Станиште
Станиште врсте је жбунаста вегетација.

## Угроженост
Ова врста је наведена као последња брига, јер има широко распрострањење и честа је врста.